# Professional Tournament 1910-1911
Il Professional Tournament 1910-1911 è stato il secondo ed ultimo evento professionistico di snooker del 1910 e il penultimo del 1911 e la 1ª ed ultima edizione di questo torneo, che si è disputato dal 31 ottobre 1910 al 31 marzo 1911, presso la Soho Square Hall di Londra, in Inghilterra.
Il Professional Tournament, venne istituito a seguito della soppressione dell'American Tournament, il quale si disputò dal 1907 al 1910, e fu, molto probabilmente, il primo torneo della storia di questo sport. Così come questo evento appena citato, il Professional Tournament fu strutturato con una singola fase a gironi, nella quale parteciparono cinque giocatori; ogni incontro ebbe una durata standard di 12 frames ed era disponibile anche il pareggio. Venne adottata, inoltre, la doppia sfida (andata e ritorno), per tutti i match.
Il torneo è stato vinto da Cecil Harverson, che si è aggiudicato, così, il suo 1º ed ultimo Professional Tournament, e il suo 2º ed ultimo titolo professionistico in carriera.

## Fase a gironi[4]
| Ogni match                   |
| ---------------------------- |
| Durata standard di 12 frames |

| N° | Giocatore       | Partite giocate | Vittorie | Pareggi | Sconfitte |
| -- | --------------- | --------------- | -------- | ------- | --------- |
| 1  | Cecil Harverson | 8               | 7        | 1       | 0         |
| 2  | Harry Stevenson | 8               | 4        | 1       | 3         |
| 3  | Edward Diggle   | 8               | 3        | 2       | 3         |
| 4  | Tom Reece       | 8               | 2        | 2       | 4         |
| 5  | Melbourne Inman | 8               | 0        | 1       | 7         |

| Giocatore 1     | Giocatore 2     | Risultato | Date di gioco                         |
| --------------- | --------------- | --------- | ------------------------------------- |
| Edward Diggle   | Melbourne Inman | 9 - 3     | dal 31 ottobre al 5 novembre 1910     |
| Harry Stevenson | Tom Reece       | 10 - 2    | dal 7 al 12 novembre 1910             |
| Edward Diggle   | Cecil Harverson | 6 - 6     | dal 14 al 19 novembre 1910            |
| Tom Reece       | Melbourne Inman | 6 - 6     | dal 21 al 26 novembre 1910            |
| Cecil Harverson | Harry Stevenson | 7 - 5     | dal 28 novembre 1910 al 30 marzo 1911 |
| Tom Reece       | Edward Diggle   | 6 - 6     | dal 5 al 10 dicembre 1910             |
| Cecil Harverson | Melbourne Inman | 11 - 1    | dal 12 al 17 dicembre 1910            |
| Edward Diggle   | Harry Stevenson | 9 - 3     | dal 19 al 24 dicembre 1910            |
| Cecil Harverson | Tom Reece       | 10 - 2    | dal 2 al 7 gennaio 1911               |
| Harry Stevenson | Melbourne Inman | 9 - 3     | dal 9 al 14 gennaio 1911              |
| Cecil Harverson | Tom Reece       | 9 - 3     | dal 16 al 21 gennaio 1911             |
| Edward Diggle   | Melbourne Inman | 6 - 5     | dal 23 al 28 gennaio 1911             |
| Cecil Harverson | Harry Stevenson | 7 - 5     | dal 30 gennaio al 4 febbraio 1911     |
| Tom Reece       | Melbourne Inman | 7 - 5     | dal 6 all'11 febbraio 1911            |
| Edward Diggle   | Harry Stevenson | 6 - 6     | dal 13 al 18 febbraio 1911            |
| Cecil Harverson | Melbourne Inman | 9 - 3     | dal 20 al 25 febbraio 1911            |
| Harry Stevenson | Tom Reece       | 10 - 2    | dal 27 febbraio al 4 marzo 1911       |
| Cecil Harverson | Edward Diggle   | 8 - 4     | dal 6 all'11 marzo 1911               |
| Harry Stevenson | Melbourne Inman | 11 - 1    | dal 13 al 18 marzo 1911               |
| Tom Reece       | Edward Diggle   | 7 - 4     | dal 20 al 25 marzo 1911               |

## Statistiche
Torneo
- 1ª ed ultima edizione del Professional Tournament[3]
- 4º torneo professionistico di snooker
- 2º ed ultimo torneo professionistico del 1910[6]
- 1º torneo professionistico del 1911[7]

Giocatori
- 1º ed ultimo Professional Tournament per Cecil Harverson[3]
- 2º ed ultimo titolo professionistico vinto in carriera per Cecil Harverson[2]

Nazioni
- 4º torneo professionistico disputato in Inghilterra[8]
- 2º ed ultimo titolo professionistico vinto in Inghilterra per Cecil Harverson